# Fédération mondiale de disque-volant
La Fédération mondiale de disque-volant  (en anglais : World Flying Disc Federation, abrégé en WFDF) est l’organisme international régissant les sports de disque-volant (usuellement appelé « frisbee »). La fédération est également chargée de sanctionner les championnats du monde, établissant des règles uniformes, ainsi que l’établissement de normes pour l’enregistrement et des records du monde.

## Présentation

Ancien logo de la fédération.

La WFDF est une société a but non lucratif, formé en 1985 et situé dans le Colorado aux États-Unis. Les sports de disque représentés sont :
Disciplines individuelles
- Distance, précision, TMA, LCR, discathon
- Disc golf
- Freestyle

Par équipes
- Ultimate (outdoor, indoor, beach)
- Guts
- DDC

La WFDF est membre de SportAccord (anciennement connu sous le nom AGFIS), la Fédération internationale des Jeux mondiaux) (IWGA), et le Conseil international des sciences du sport et de l’éducation physique (CIEPSS).

## Membres
La fédération compte 96 membres ()réguliers ou provisoires.
La Freestyle Players Association, association international, est également membre régulier de la fédération. Deux associations des États-Unis sont aussi membres.
| Afrique | Amériques | Asie-Pacifique | Europe |
| Membres réguliers | Membres réguliers | Membres réguliers | Membres réguliers |
| --- | --- | --- | --- |
| - Afrique du Sud (SAFDA) - République démocratique du Congo (FCDV) - Égypte (EUPA) - Ouganda (KUFC) | - Argentine (ADDVRA) - Brésil (FPD) - Canada (UC) - Chili (AChU) - République dominicaine (ADJU) - Mexique (MEX) - Panama (PU) - États-Unis (USGPA) - États-Unis (USAU) - Venezuela (AVU)                                                 | - Australie (AFDA) - Chinese Taipei (CTFDA) - Hong Kong (HKUPA) - Inde (UPAI) - Japon (JFDA) - Malaisie (MYFDA) - Nouvelle-Zélande (NZU) - Chine (UAC) - Philippines (PUA) - Singapour (SUPA) - Corée du Sud (KUPA) - Émirats arabes unis (UAU) | \| - Autriche (OFSV) - Belgique (BFDF) - République tchèque (CALD) - Danemark (DFSU) - Estonie (EFDF) - Finlande (FFDA) - France (FFDF) - Géorgie (GFDF) - Allemagne (DFV) - Grande-Bretagne (UKU) - Hongrie (HUFA) - Islande (Iceland) - Irlande (IFDA) - Israël (IFDA) \| - Italie (FIFD) - Lettonie (LFDF) - Pays-Bas (NFB) - Norvège (NFF) - Pologne (PUPA) - Portugal (APUDD) - Russie (RFDF) - Slovaquie (SAF) - Slovénie (FZS) - Espagne (FEDV) - Suède (SFF) - Suisse (SDS) - Turquie (TFDA) - Ukraine (UFDF) \| |
| Membres provisoires | | | |
| - Kenya (KFDA) - Maroc (MFDA) - Rwanda (RUFA) - Tanzanie (TFDA) - Uruguay (UU) | - Costa Rica (Tocadiscos) | - Afghanistan (AFF) - Guam (GUFA) - Indonésie (IFDA) - Liban (LBN) - Palestine (PFDA) - Qatar (UPAQ) - Thaïlande (TFDT) | - Biélorussie (BFDF) - Croatie (CFDF) - Lituanie (LFDF) - Luxembourg (LU) |
| Membres observateurs | | | |
| - Botswana (BWA) - Éthiopie (ETH) - Mozambique (MOZ) - Nigeria (NIG) - Zimbabwe (HIS) - Sénégal (SEN) | - Barbade (BH) - Bermudes (BUFF) - Équateur (EU) - Jamaïque (JU) - Pérou (PU) - Porto Rico (PR) - Îles Vierges des États-Unis (USVIU) | - Kazakhstan (KFDA) - Macao (MU) - Turkménistan (TFDF) - Viêt Nam (HUC) | - Albanie (AU) - Azerbaïdjan (AU) - Bulgarie (BFDIF) - Serbie (RS) - Suisse (swiss discgolf) - Royaume-Uni (BDGA) |
| - Autriche (OFSV) - Belgique (BFDF) - République tchèque (CALD) - Danemark (DFSU) - Estonie (EFDF) - Finlande (FFDA) - France (FFDF) - Géorgie (GFDF) - Allemagne (DFV) - Grande-Bretagne (UKU) - Hongrie (HUFA) - Islande (Iceland) - Irlande (IFDA) - Israël (IFDA) | - Italie (FIFD) - Lettonie (LFDF) - Pays-Bas (NFB) - Norvège (NFF) - Pologne (PUPA) - Portugal (APUDD) - Russie (RFDF) - Slovaquie (SAF) - Slovénie (FZS) - Espagne (FEDV) - Suède (SFF) - Suisse (SDS) - Turquie (TFDA) - Ukraine (UFDF) | | |

## Anciens présidents de la WFDF
- Charlie Mead : 1985–1986
- Daniel « Stork » Roddick : 1987–1991
- Robert L. « Nob » Rauch : 1992–1994
- Bill Wright : 1995–2004
- Juha Jalovaara : 2005–2008
- Jonathan Potts : 2009–2010
- Robert L. « Nob » Rauch : 2011– en cours